# Сотир Чавдаров
Сотир Иванов Чавдаров е възрожденски просветен деец, учител, спомоществовател.
Роден в Самоков. Син на чорбаджи Иван Чавдаров. Учи в Самоков /1827-1831/. Също в Куручешменското училище в Цариград /1840-1843/, и в Атинската гимназия, която не завършва.
Учител в Самоков /1845-1847/, в Белоградчик /1847-1848/, след което се връща в Самоков.
Спомоществовател за „Мецеслов“ на Хр. Сичанниколов през 1840 г. и на „Общо земелеописание“ преведено от Константин Фотинов през 1843 г. Негова племенница Мария „Мариолка“ Чавдарова, дъщеря на брат му- Захарий Чавдаров, е съпруга на българския политик Христо Занков.